# 学校法人山崎学園 (群馬県)
学校法人山崎学園（がっこうほうじんやまざきがくえん）とは、群馬県前橋市にある総合専門学校グループ。

## 沿革
- 1967年 学校法人山崎学園設立

## 設置している学校
前橋校（所在地によって、2つに分かれている）
- 群馬県前橋市小屋原町1098-1
  - 東日本デザイン&コンピュータ専門学校（1982年開校）
  - 東日本ブライダル・ホテル・トラベル専門学校（1982年開校）
  - 東日本栄養医薬専門学校（2003年開校）
- 群馬県前橋市小屋原町1145-1
  - 群馬調理師専門学校（1960年開校）
  - 東日本製菓技術専門学校（1993年開校）

高崎校（群馬県高崎市矢中町23-10）
- 東日本調理師専門学校（1972年開校）